# Iwona Mickiewicz
Iwona Mickiewicz (* 12. Februar 1963 in Leszno/Polen) ist eine polnische Lyrikerin, Kustodin und Herausgeberin.

## Leben
Iwona Mickiewicz studierte in Warschau und Leningrad Polnische Philologie und Sonderpädagogik sowie Szenisches Schreiben an der Universität der Künste Berlin, arbeitete u. a. bei der Karl-Bonhoeffer-Nervenklinik, dem DRK, südost Europa Kultur e. V., der Prounen Filmproduktion, dem Jugendmuseum Schöneberg, dem Haus am Kleistpark und der Galerie Abakus.
Im südost Europa Kultur e.V. leitete sie die Kulturabteilung und konzipierte verschiedene Kulturprojekte: Sprachlust- oder Verlust, Ostkuchen oder Berliner, süd-mittel-ost im Dialog, süd gut aus - ost noch besser, Südosteuropa – Neue Wege zum Frieden, Der Westbalkan auf dem Weg in die EU, Kosovo – Geschichte eines Konflikts, Frauen im Krieg, Belgrader Surrealismus und war beteiligt an Literatur- und Kunstprojekten zu Gertrud Kolmar, Else Lasker-Schüler, Jan Himilsbach, Klabund, Teodor Parnicki, Marko Ristić, Moni de Buli und Solomon Borissowitsch Judowin. In der Galerie Abakus kuratierte sie Ausstellungen mit Künstlern aus Armenien, Deutschland, Polen und Rumänien.
Lesungen und Performances bestritt sie u. a. im Literaturforum im Brecht-Haus, in der Akademie der Künste Berlin, im Edith Stein Haus Wrocław sowie im Jacqueline du Pré Building im St Hilda’s College der University of Oxford; Cripps Auditorium im Magdalene College der University of Cambridge; im Arts One Lecture Theatre und an der Queen Mary University of London.
Iwona Mickiewicz lebt seit 1988 in Berlin.

## Werke

### Lyrik und Prosa
- Puppenmuseum, Gedichte, Übersetzungen aus dem Polnischen von Bettina Eberspächer, Oberbaum Verlag, Berlin 1992.
- brunnentief brunnenklar, Gedichte, Corvinus Presse, Berlin 2009.
- Sprachunterricht, Gedichte in deutscher, polnischer und russischer Sprache, Zeichnungen und Collagen, Edition Abakus, Berlin 2014
- Meisterschaft, Gedichte in deutscher Sprache mit Zeichnungen, Fotos und Collagen, Edition Abakus, Berlin 2013.
- Meine Reise nach Theben oder Klein Sterbelied, Texte in deutscher und polnischer Sprache, Zeichnungen, Fotos und Standfotos aus Kurzfilmen zu Else Lasker-Schüler, Edition Abakus, Berlin 2014.
- Z filmu o mieście, Gedichtband in polnischer Sprache, Wydawnictwo Literackie, Kraków 1996.
- Bevor wir mit Liebe und Schwefel spucken, Gedichte in deutscher Sprache und Übersetzungen von Bettina Eberspächer, Henryk Bereska und der Autorin, Oberbaum-Verlag, Berlin 2000.
- Konstruktionen im Haus oder Iwan Iwanytsch am Fenster, Bagatellen und Novellen, Hanani Verlag, Berlin 2011.

### Texte in Anthologien (Auswahl)
- Nach den Gewittern, Steidl-Verlag, 1994.
- Zwischen den Linien, 1996.
- Anthologie Polnischer Dramen der Gegenwart, 2000.
- Geschrieben in Deutschland, 2000.
- Postmosty. Polacy i Niemcy w nowej Europie / Nach-Brücken. Polen und Deutsche im neuen Europa, 2005.
- Fährmann grenzenlos. Deutsche und Polen im heutigen Europa, 2008.
- Europa im Wort, 2016.

### Herausgaben (Auswahl)
- Die neuen Mieter. Fremde Blicke auf ein vertrautes Land, Herausgabe und Mitautorin, Aufbau-Verlag, Berlin 2004.
- Eine Collage zu Marko Ristić, im Rahmen des Projekts Belgrader Surrealismus, Lesereihe in der Volksbühne am Rosa-Luxemburg-Platz und im südost Europa Kultur e.V., Berlin 2011.
- Drei Gedichte von Marina Zwetajewa, Herausgabe, Übersetzung und Standfotos, Jakob Kirchheim Verlag, Berlin 2012.
- Zu den „Welten“ von Gertrud Kolmar, Texte und Abbildungen, Galerie Albrecht, Berlin 2012.
- Wege zu Gertrud Kolmar, Kunstmappe zum Literatur- und Kunstprojekt Wege zu Gertrud Kolmar. Übersetzungen ins Polnische: Das Wort der Stummen und Welten von Gertrud Kolmar mit Collagen und Papierobjekten, Galerie Abakus / Literaturforum im Brecht-Haus, Berlin, Juni 2013.
- Malkiel Lusternik, Kunstmappe, Texte und Zeichnungen, 1982/83 St. Petersburg – 2013 Berlin.

### Kurzfilme
- Stiller Schnee hoher Schnee, 2003;  Mini-Operetta in fünf Akten, (gefördert von der Senatsverwaltung für Wissenschaft, Forschung und Kultur in Berlin, zu dem o. g. Kurzfilm gehört eine Reihe von selbsthergestellten Mini-Büchern aus verschiedenen Materialien), 2003.
- Meine Reise nach Theben (zu Else Lasker-Schüler), 2003–2013 (36 Standfotos und die Konstruktion der Theben-Stadt aus Papier, Pappe, Streichholzschachteln wurde als Ausstellung Meine Reise nach Theben vom 15. Juni – 30. September 2014 im Literaturforum im Brecht-Haus Berlin präsentiert).
- Zishe und Moshe, Kurzfilm zu Zishe Landau und Moshe Nadir, Mai 2016.

## Kritikerstimmen
„Der kleine zweisprachige Band Puppenmuseum der jungen polnischen Lyrikerin Iwona Mickiewicz ist da eine Überraschung. […] Und noch dazu überraschend aktuell, da er den akuten Schwebezustand zwischen Vergangenheit und Zukunft, zwischen Hoffnung und Skepsis vielschichtig widerspiegelt. Wobei die Skepsis überwiegt. Formal – auch thematisch – haben Iwona Mickiewiczs Gedichte ihre Wurzeln in der Tradition der letzten Nachkriegsromantiker. […] Dieser Band gehört auf jeden Fall hinein in das Regal mit lesenswerter junger Lyrik." “(Katharina Döbler, Zeit Online)
„Betörende Gedankensprünge, existentielle Erfahrungsberichte einer Berliner Grenzgängerin, die das Unwirkliche im Wirklichen sucht. […] Iwona Mickiewicz hat ihr Handwerk im Lyrikfach gelernt. […] So eine kostbare Entdeckung macht man selten.“
(Tomasz Kurianowicz, FAZ, 25. Oktober 2012, über Konstruktionen im Haus oder Iwan Iwanytsch am Fenster:)
„Was immer die polnische Dichterin schreibt, Kurzprosa, Dramen, Lyrik – mal deutsch, mal polnisch: Es geht um die Brüche, Lücken und Rätsel des 20. Jahrhunderts, um das Entfalten von Bildern und Szenen, die sich mit der Deportation ihrer Familie nach Sibirien befassen, mit Unsagbarem, das Sprache wird, ohne es dokumentieren zu können.“ (Caroline Fetscher, Der Tagesspiegel)